# Краматорская городская община
Крамато́рская городска́я общи́на (укр. Крамато́рська міська́ громада́) — территориальная община в Краматорском районе Донецкой области Украины. Административный центр — город Краматорск.
Создана вследствие административно-территориальной реформы 24 апреля 2019 года на территории Краматорского городского совета. Первые выборы на территории общины прошли 25 октября 2020 года. Население общины составляет более 185 тысяч человек. Площадь — 414 км².

## Населённые пункты
- Краматорск
- Александровка
- Ашурково
- Беленькое
- Василевская Пустошь
- Дмитровка
- Камышеваха
- Красноторка
- Малотарановка
- Приволье
- Семёновка
- Софиевка
- Шабельковка
- Ясная Поляна
- Ясногорка